# Blue Hearts Theme
«Blue Hearts Theme» (ブルーハーツ の テーマ Buru Hatsu Tema no?) Fue el cuarto sencillo de la banda japonesa The Blue Hearts. A pesar de que fue lanzado después de su debut mayor, fue escrito antes de firmar con una discográfica. Fue lanzado como una "doble A-side" por la vía 1 de julio de 1988, con "Chernobyl", único sencillo que se incluye con la versión. Letras y música fueron escritas por Hiroto Komoto, vocalista de la banda, y fue organizada por The Blue Hearts. No se incluyó en ningún álbum ni en distintos álbumes recopilatorios.
"Chernobyl" causó controversia debido a que era una canción de protesta contra la industria nuclear. En ese momento, la banda firmó con el sello Meldac, que fue apoyada por Mitsubishi, que tenía fuertes inversiones en la industria nuclear. En lugar de ceder ante la presión bajo la canción, salieron de la etiqueta y produjeron la canción de forma independiente, con miras a su eventual firma con East West Japan.
Aunque hay dos canciones extras, la pista real B-side era "Sha La La", que también fue escrito por Komoto. "Chernobyl" fue escrito por Masatoshi Mashima, el guitarrista de la banda. Originalmente, "Too Much Pain" se iba a incluir, en lugar de "Sha La La", pero el sonido de la canción no encajaba, así como "Sha La La".